# Дом ученика средњих школа Београд
| Дом ученика средњих школа Београд |                                        |
|                                   |                                        |
| Врста:                            | Државна установа                       |
| Основан:                          | 1. новембар 1988.                      |
| Седиште:                          | Београд, Радоја Домановића 27 · Србија |
| Директор:                         | Др Љубиша Антонијевић                  |
| Број ученика:                     | 1143                                   |
| Веб презентација                  | http://www.ucenickicentar-bg.rs        |

Дом ученика средњих школа Београд је васпитно-образовна установа у којој се обезбеђујe: смештај, исхрана и услови за учење и реализацију васпитних и образовних активности и садржаја, забавни и спортски живот за ученике који похађају школу ван њиховог места пребивалишта.
Дом ученика под истим условима прима ученике свих средњих школа. Одређен број смештајног капацитета, припада ученицима који похађају школу за дефицитарна занимања. 
За време празника и распуста, када ученици не бораве у домовима, објекти су у функцији смештаја организованих група, а неки од њих су организовани и као хостели. Конкурс за пријем ученика средњих школа у Републици Србији у Установе за смештај и исхрану ученика за школску 2013/14 годину, Министарство просвете, науке и технолошког развоја, Просветни преглед, Београд 2013.
Дом ученика од 2012. године примењује HACCP систем у оквиру деловања пружања услуга исхране и смештаја за ученике средњих школа и  ISO 9001:2008 систем управљања квалитетом.

## Историјат:
Дом ученика средњих школа Београд основан је 1988. године под називом Радна организација „Дом ученика усмереног образовања“ са п.о., а настаје интеграцијом више домова који су до тада самостално функционисали. У састав Дома ученика улазе Друштвени дом „Драги Миловановић“ са п.о. Београд, Хиландарска број 7; Дом ученика усмереног образовања „Београд“ са п.о. Беград, Генарал Жданова 78; Дом ученика „Геодетско техничке школе“, са п.о. Београд, Радоја Домановића број 27, Дом ученика „ Змај“, са п.о. Београд, Творничка 1; Дом ученика стручних школа  „Петар Драпшин“ са п.о. Београд, 7. Јула број 83; и Дом ученика стручних школа „Јелица Миловановић“ са. п.о, Београд, Пролетерских бригада бр. 8. Дом ученика „Геодетско техничке школе“, са п.о. Београд, чије је седиште било у улици Радоја Домановића број 27 је и пре интеграција био Дом састављен од две радне јединице, а то су данашњи „Карађорђе“ и „Алекса Дејовић“. Такође је и Дом ученика „ Змај“, са п.о. Београд, Творничка 1, имао у свом саставу Дом „Стеван Чоловић“.
Године 1990. Дом ученика стручних школа „Јелица Миловановић“ и Дом ученика усмереног образовања „Београд“ излазе из заједнице горенаведених домова и почињу самостално да обављају делатност. Дом ученика усмереног образовања „Београд“, године 1994. Одлуком Владе поново се припаја Заједници домова, у чијем је саставу и данас.
Назив Радна организација „Дом ученика усмереног образовања“ са п.о., 1991. године мења назив усклађујући се са Законом о друштвеним делатностима и добија назив „Дом ученика средњих школа“ са п.о., Београд, Хајдук Станка 2, затим 1999. године усклађивањем са Законом о класификацији делатности и регистру јединица разврставања добија назив „Дом ученика средњих школа, Београд, Хајдук Станка 2, а домови добијају статус радних јединица. Такође, 1991. године Дом ученика добија и нову адресу седишта, а дирекција се из Хиландарске 7 сели у Хајдук Станка 2, након реконструкције Дома "Карађорђе" 2015. године, дирекција Дома ученика средњих школа је на адреси Радоја Домановића 27. 
1. Објекат РЈ Алекса Дејовић  је саграђен 1948. год. у исто време кад и Грађевинска школа (која је била јединствена у тадашњој ФНРЈ) и функционисао је у склопу школе до 1988. године, када постаје део Дома ученика средњих школа у Београду. Реновиран је 1980/81.школске године и 2008. године. Дом има смештајни капацитет за 288 ученика. Ученицима су на располагању учионице, библиотека са читаоницом, клуб, ТВ сала и интернет учионица, теретана, савремени терен за све мале спортове. Површина Дома је 2500 m².
2. Објекат РЈ Карађорђе  је једини објекат који је наменски грађен за ученички дом. Саграђен је 1952. год. у исто време када и Геодетска школа (која је била јединствена у бившој Југославији) и функционисао је у склопу школе до 1962. год. Од тада самостално функционише до интеграције 1988. год када постаје део Дома ученика средњих школа у Београду. Површина дома је 4.017,00 m². Дом се тренутно налази у процесу реконструкције и адаптације. 
Смештајни капацитет Дома је 355 места.
3. Дом ученика „Петар Драпшин“  је монументално здање саграђено 1922. године. Зграда Дома је подигнута као вишеспратни угаони стамбени објекат, на углу улица Краља Петра и Господар Јованове. Архитектура је еклектичка, у духу академизма. Историјски стилови су у то доба били уобичајени захтев богатих наручилаца. Инсистирали су на особености грађевина, нарочито у погледу архитектонске декорације – улаз Дома. Ово монументално здање је део амбијенталне целине Стари Београд, која представља културно добро. Због своје архитектонске вредности проглашен је спомеником културе. Током 1998. године, након реконструкције фасаде, објекат је засијао пуним сјајем, а 2009. године, када је изведена унутрашња реконструкција објекта, створени су услови за нови век. У строгом је центру нашег главног града, у непосредној близини Кнез Михајлове улице, древних зидина Калемегдана, ушћа Саве у Дунав као и националних институција културе и просвете. Површина објекта је 1.873,74 m². У дому има места за 196 ученика.
4. Објекат РЈ Стеван Чоловић  сазидан је 1950. године. Објекат је више пута мењао намену, а школске 1987/88. године извршена је промена првобитне намене и постаје Дом ученика. Објекат има 898,87 m² корисне површине.
Смештајни капацитет дома је за 104 ученика.
5. У објекту РЈ “Змај”  од самог оснивања 1963. године, смештени су ученици. Реновирање дома обављено је: 1998. и 2003. године. Корисна површина овог објекта је 1.500,00 m². Дом се налази у самом центру Земуна, у непосредној близини СЦ “ПИНКИ” и Градског парка, недалеко од камерне опере “МАДЛЕНИЈАНУМ” и хотела “ЈУГОСЛАВИЈА”. Смештајни капацитет дома је 200 места.
6. Објекат Београд-Mашинац  на Копаонику је сазидан 1972. године. Инвеститор градње је била Машинска школа у Београду, па се тако усталио назив дома „Машинац“, иако му то никада није био званичан назив. По завршетку градње објекат је уступљен Градској самоуправној интересној заједници усмереног образовања. Одлуком Владе Републике Србије, објављеној у „Сл. гласнику “ РС бр. 21/94 од 02.03.1994. године улази у састав Дома ученика средњих школа као радна јединица. 
Налази се на једној од најлепших позиција на Копаонику, на тзв. „Пајином преслу“, у централној туристичкој зони, на висини од 1780 метара. Са традицијом дужом од четири деценије Дом представља јединствену васпитно-образовну установу чији је програм рада и организационо и функционално усклађен са узрастом ученика, са њиховим потребама и сколоностима, као и са климатским условима. Током наредних година је вршена доградња и адаптација, тако да сада дом располаже са 120 лежајева. Собе имају кревете на спрат и сопствена купатила. На располагању су и два апартмана. Објекат поседује кафе-бар са камин салом, пространу трпезарију, клупски простор за стони тенис и мини учионицу у којој се одржава настава. У зимском периоду функционише и скијашница опремљена комплетном ски опремом. Зграда има сопствено централно грејање и одговарајући агрегат. Површина објекта је 3.000,00 m².
7. Издвојени део укупне делатности коју обавља Дом ученика средњих школа Београд обавља се преко Програмске службе која се налази у једном делу куће у којој је неколико последњих година живота живео и радио наш познати и признати лекар, први геронтолог Србије и књижевник Лаза Лазаревић. Кућа у Хилендарској бр. 7 која датира од 1878. године је споменик културе и налази се под заштитом државе. Палилулска штедионица која је била власник зграде (после смрти Лазе Лазаревића) преправљала је фасаду око 1910 године. Троугласти тимпанони и паламете представљају елементе из ренесансе. Лучни облик завршетка забата, као и црвено-бело шаховско поље је карактеристика српско-византијског стила. Овакав пример мешања елемената различитих стилова (једно од битних својстава београдске архитектуре 19. века) необичан, тако да међу сачуваним београдским зградама из тога периода нема ни једог сличног примера.

## Организација:
Дом ученика средњих школа Београд делатност обавља преко:
	Службе за васпитни рад; 
	Програмске службе;
	Службе исхране;
	Финансијске службе;
	Набавне службе;

## Васпитни рад:
Служба за васпитни рад: 
Васпитни рад у дому је осмишљен, свесно планиран, програмиран и систематски организован. Планирање процеса пружања услуга васпитања ученицима је важно јер доприноси сврсисходнијем, рационалнијем и квалитетнијем васпитању и произилази из Годишњег плана и програма васпитног рада.
Задаци васпитног рада у домовима ученика произилазе из општих циљева васпитања и образовања као и специфичних циљева васпитног рада у дому ученика. Њихова суштина је не само педагошка, већ да полази од ученика, да буде у складу са његовим потребама и очекивањима.
Васпитни рад се одвија у три међусобно функционално повезане целине: 
1. Учење и развијање личне компетентности ученика
2. Развијање личности и социјалног сазнања средњошколаца у дому
3. Проблематика слободног времена. 
Циљ је :
1. Постизање оптималне школске успешности (а у разради је то развијање радних навика, развијање опште компетентности ученика и формирање образаца кооперативног понашања);
2. Развој аутономне, компетентне, одговорне и креативне личности отворене за дијалог и сарадњу, која поштује и себе и друге;
3. Развој личности, одмор, забава и разонода и појединачна осећајност ученика
У центру пажње је ученик као слободна личност којој организованим васпитним радом васпитачи помажу да што боље упозна себе и друге, да спознаје и развија личне компетенције, стекне социјална сазнања и да што успешније заврши школовање и оствари и друге циљеве.
Дом је установа у оквиру школског система, али не уноси у свој рад униформност и крутост школског васпитања. Дом такође не покушава да замени породицу, али настоји да обезбеди атмосферу живота и рад у којој ће се ученик осећати поштовано и заштићено. Главни педагошки напор је усмерен на организацију живота у групи, на успостављању интеракције између васпитача и ученика као и ученика међусобно.
Васпитна група представља основни елемент у васпитном процесу у Дому. На нивоу васпитне групе организација треба да буде таква да се користе све ситуације за развијање личности ученика и њихове међусобне сарадње, узимајући у обзир индивидуалне развојне карактеристике. Такође се полази од чињенице да се програми и садржаји васпитног рада не одвајају стриктно од целокупних животних активности. Они се преплићу кроз низ организованих и спонтаних садржаја и акција, без намере да све време и све активности ученика буду унапред нормирани, предвиђени и ограничени.
Рад васпитача
Васпитач има бројне улоге и задатке. Он систематски упознаје и прати развој својих ученика, њихов успех и брине о њима. Вапитач обавља појединачни и групни саветодавни васпитни рад, подстиче и усмерава процесе у формирању колектива, обогаћује њихове интерперсоналне односе и интервенише у случају конфликтних ситуација. Лично и систематски брине о организацији дневног учења ученика, има увид у њихово укупно понашање и предузима мере за отклањање узрока васпитно-дисциплинских проблема. Брине о уредности похађања наставе, везама са породицама, учешћу у разним акцијама и манифестацијама.
Рад стручног сарадника педагога и психолога
Педагошко – психолошка служба својим стручним знањем, саветодавним и другим облицима рада унапређује васпитни рад у установи, пружа стручну помоћ ученицима и подршку васпитачима, сарађује са родитељима, односно старатељима ученика по питањима која су од значаја за образовање и васпитање ученика.
Специфичност домске средине, која у себи садржи сегменте и породице и школе, одређује специфичност рада педагога и психолога. Они се ослањају на две битне оријентације у свом раду: помоћ у заштити менталног здравља ученика и помоћ у побољшању школског и професионалног напретка. 
Карактер рада педагога и психолога:
1. Оперативни: програмирање, организовање, праћење и унапређење васпитног рада,
2. Превентивни: превенција развојних тешкоћа, неправилних утицаја уже и шире средине, као и отклањање испољених тешкоћа у учењу,
3. Саветодавни – инструктивни: у раду са васпитачима, ученицима и њиховим родитељима, 
4. Аналитичко – истраживачки: проучавање и истраживање актуелних проблема васпитног рада, испитивање способности и других особина личности и социјалних односа ученика.

## Програмска служба:
Примарни циљ и суштина деловања ове службе је брига о квалитету расположивог слободног времена ученика. Кроз тимски рад на одређеним пројектима, као што су припрема драмских приказа и позоришних представа за децу, рад на еколошким програмима заједнички одласци на такмичења, излете и спортске сусрете, упознавање са градом у коме бораве четири године, постиже се да се ученици квалитетно друже и пре свега едукују у пријатној и опуштеној атмосфери. Наши ученици су победници на многим такмичењима, а квалитетно су се презентовали и у широј јавности. 
Поред рада са ученицима, Програмска служба обавља и послове попуне капацитета. У току распуста и празника, када ученици не бораве, у домовима, објекти се организују као хостели. Такође, врше и попуну капацитета за одмаралиште на Копаонику.

## Библиотека:
Библиотека Дома ученика средњих школа у Београду званично је отпочела са радом 2002. године. Библиотеку чини централна библиотека „Петар Драпшин“ и четири огранка: „Алекса Дејовић“, „Карађорђе“, „Стеван Чоловић“ и „Змај“. Библиотека поседује 8636 библиотечких јединица. Структура књижног фонда је разноврсна и обухвата: лектиру, антологије, речнике, енциклопедије, лексиконе, монографије, белетристику, као и стручну литературу из области лингвистике и књижевности, религије, психологије, педагогије, историје, уметности.
Рад Библиотеке се одвија у складу са Законом о библиотечкој делатности, а од самог оснивања сарађује са Библиотеком града Београда и Одељењем за унапређивање и развој библиотечке делатности. Извршена је аутоматизација целокупног књижног фонда. Библиотекар и васпитачи задужени за рад библиотеке у огранцима, планирају, уређују и организују рад библиотечке секције.
Друштво школских библиотекара Србије поводом Међународног дана школских библиотекара је 24.10.2011. године Библиотеци Дома ученика средњих школа у Београду доделило награду „ Мина Караџић“ у категорији за најбољу средњошколску библиотеку у 2010/11. години.

## Исхрана
Све радне јединице Дома ученика средњих школа поседују соптвене комплетно и савремено опремљене кухиње са трпезаријама.
Служба исхране:
У Служби исхране се обављају послови израде јеловника и његова реализација уз примену норматива исхране за децу средњошколског узраста. Јеловник се израђује два пута месечно у складу са одговарајућим Правилником.   
У овој се Служби свакодневно припрема 3 оброка и то доручак, ручак и вечера, на менију се налазе два јела по оброку и у току поста једно јело из групе посних јела.
Припрема намирница обувата следеће активности: послове пријема (магацински послови), улазне контроле намирница, грубе и фине обраде намирница, припремања и термичке обраде намирница, те подела готових оброка. У Служби исхране је запослено укупно 39 радника.
У свакој кухињи запослена су по два кувара-вође смене који организују посао у својој смени и учествују у припреми оброка. Кувар – вођа смене са осталим кухињским особљем врши припрему и обраду намирица, термичку обраду истих и сервирање готових јела у одговарајућим хладно топлим линијама.
Лабораторијску контролу, односно анализе узорака хране и брисева месечно врши Градски завод за јавно здравље Београд. Анализе обухватају: микробиологију намирница и микробиологију брисева узетих са руку радника и радне одеће, радних површина и са уређаја и алата за припрему хране. Такође се врши и контрола енергетске вредности целодневног оброка.
Сталну санитарно-хигијенску контролу и епидемиолошки надзор и контролу квалитета исхране домова врши стручна екипа Завода за здравствену заштиту студената.
Избор добављача намирница обавља се једанпут годишње путем јавних набавки. Намирнице прима економ и разврстава по врсти и намени, а све у складу са HACCP системом. Економ у сарадњи са куваром свакодневно врши требовање потребне количине намирница по јеловнику за потребе тог дана.
Дом ученика средњих школа у Београду у потпуности испуњава захтеве прописа и нормативних докумената, као и захтеве и очекивања својих корисника и запослених, који се односе на безбедност хране. Стално побољшавање безбедности хране трајно је опредељење свих запослених, што се постиже спровођењем следећих активности: примена добре произвођачке праксе и превентивно осигурање безбедности хране, од уласка сировина до припреме и дистрибуције безбедних оброка, применом система менаџмента безбедношћу хране дефинисаног прописом Codex Alimentarius; применом добре хигијенске праксе успостављањем ефикасног система хигијене радне средине и одржавањем високог нивоа личне хигијене, личног понашања и здравља запослених, укључујући и посетиоце који долазе у просторије где се припрема, обрађује или рукује храном, израда анализа опасности, праћење и држање у дозвољеним границама критичних контролних тачака применом принципа HACCP, чиме се обезбеђује припрема здравствено исправне хране, безбедне од механичких, хемијских и биолошких опасности; испуњавање захтева свих примењивих законских прописа и нормативних докумената, који се односе на безбедност хране; ефективно интерно и екстерно комуницирање о питањима која су везана за безбедност хране са својим запосленима, испоручиоцима, корисницима и релевантним заинтересованим странама у ланцу хране; стално и планско образовање, обука и мотивисање запослених који учествују у процесима припреме хране; стално побољшање квалитета пружања услуга исхране, праћење задовољства корисника и запослених.

## Набавна служба
Набавна служба има задатак истраживања набавног тржишта, планирање набавке, утврђивање количина набавки према плану, послове око пријема испоруке, евиденцију набавки, калкулацију набавних цена и анализа набавног пословања.
Непосредно се врши набавка намирница и друге робе у уговореним количинама и роковима. Поруџбина се врши у складу са Законом о јавним набавкама, прати се цео ток набавке све до момента лагеровања, и врши се контрола квалитета и квантитета набавке. Набавна служба је у сталном контакту са економима по радним јединицама ради увида у стање залиха, а у циљу благовремене допуне лагер листе у магацинима, такође, учествује у изради Плана јавних набавки, и у сарадњи са службом за јавне набавке, комплетирају се приспели рачуни за уговорене набавке са отпремницама (уредно потписане од стране примаоца), записницима и другом потребном документацијом и доставља се Финансијској служби на даљу реализацију .

## Финансијска служба
У Финансијској служби обављају се послови пријема и ликвидације улазних докуманата, готовинска и безготовинска плаћања, благајничко пословање, фактурисање и књижење излазних рачуна, евиденција основних средстава и ситног инвентара у употреби, евиденције материјала у објектима, спровођења пописа, евиденција главне књиге, прихода, расхода, прилива и одлива, евиденције и обрачуна ПДВ-а, израде финансијских извештаја и израде статистичких извештаја, обрачуна зарада, накнада зарада и других личних примања. Финансијска служба обавља послове у складу са законима који се односе на буџетско рачуноводство и јавним набавкама.